# Oxyopomyrmex sabulonis
Oxyopomyrmex sabulonis är en myrart som beskrevs av Santschi 1915. Oxyopomyrmex sabulonis ingår i släktet Oxyopomyrmex och familjen myror.

## Underarter
Arten delas in i följande underarter:
- O. s. rugocciput
- O. s. sabulonis